# 柴山幸雄
柴山 幸雄（しばやま ゆきお、1911年1月1日 - 1988年4月11日）は、日本の経営者。住友商事社長、会長を務めた。愛知県名古屋市出身。

## 経歴・人物
1934年に東京帝国大学法学部を卒業し、同年に住友合資会社に入社した。1946年に住友商事に転じ、1951年に総務部長に就任し、常務、専務などを歴任し、1969年に副社長に就任し、1973年には社長に昇格した。1977年に会長に就任し、1983年から会長を務めた。
1971年に藍綬褒章を受章し、1981年に勲二等旭日重光章を受章した。
1988年4月11日腎不全のために死去。77歳没。